# Euphorbia raphanorrhiza
Euphorbia raphanorrhiza là một loài thực vật có hoa trong họ Đại kích. Loài này được (Millsp.) J.F.Macbr. mô tả khoa học đầu tiên năm 1951.